# Euderus carpomyiae
Euderus carpomyiae is een vliesvleugelig insect uit de familie Eulophidae. De wetenschappelijke naam is voor het eerst geldig gepubliceerd in 1950 door Bhatnagar.